# Convention Nadoshtin
La Convention Nadoshtin est un traité signé en 2002 entre Hydro-Québec, la Société d'énergie de la Baie-James, l'Administration régionale crie, le Grand Conseil des Cris et quatre bandes autochtones qui permet à Hydro-Québec de construire et d’exploiter l'aménagement de l'Eastmain-1, tel que prévu dans la Convention de la Baie-James et du Nord québécois (CBJNQ). Elle vise à encourager des relations de partenariat, en misant sur une volonté commune de poursuivre le développement du Nord-du-Québec, et ce, tout en favorisant l’épanouissement de la nation crie.
La convention, qui s'inscrit dans le cadre de la Paix des Braves de 2002, prescrit des mesures intégrant et favorisant une main-d’œuvre et des entreprises cries en plus de prévoir des fonds pour des travaux correcteurs et une compensation pour les impacts environnementaux de l'aménagement.